# فاتح الخير

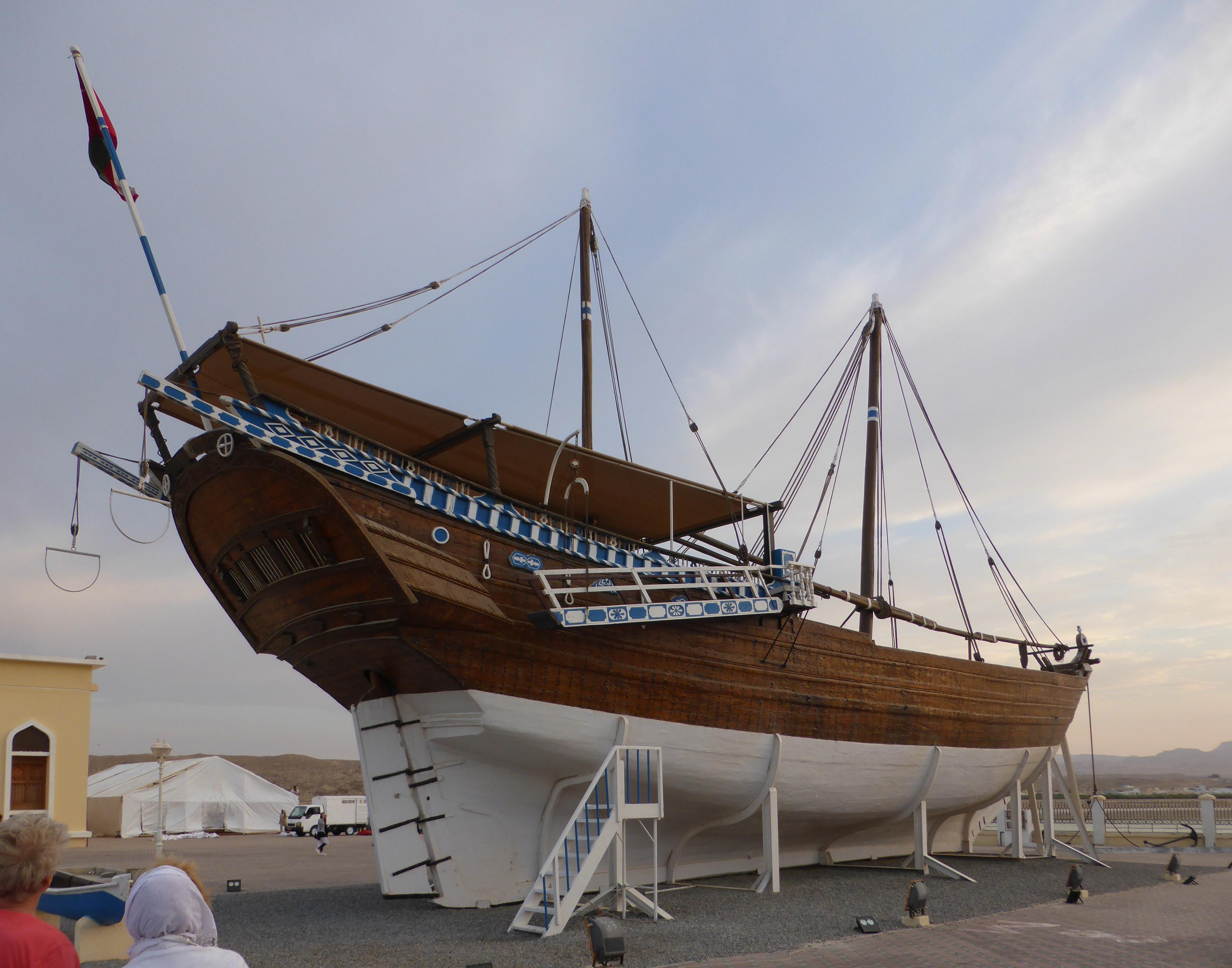
سفينة فاتح الخير

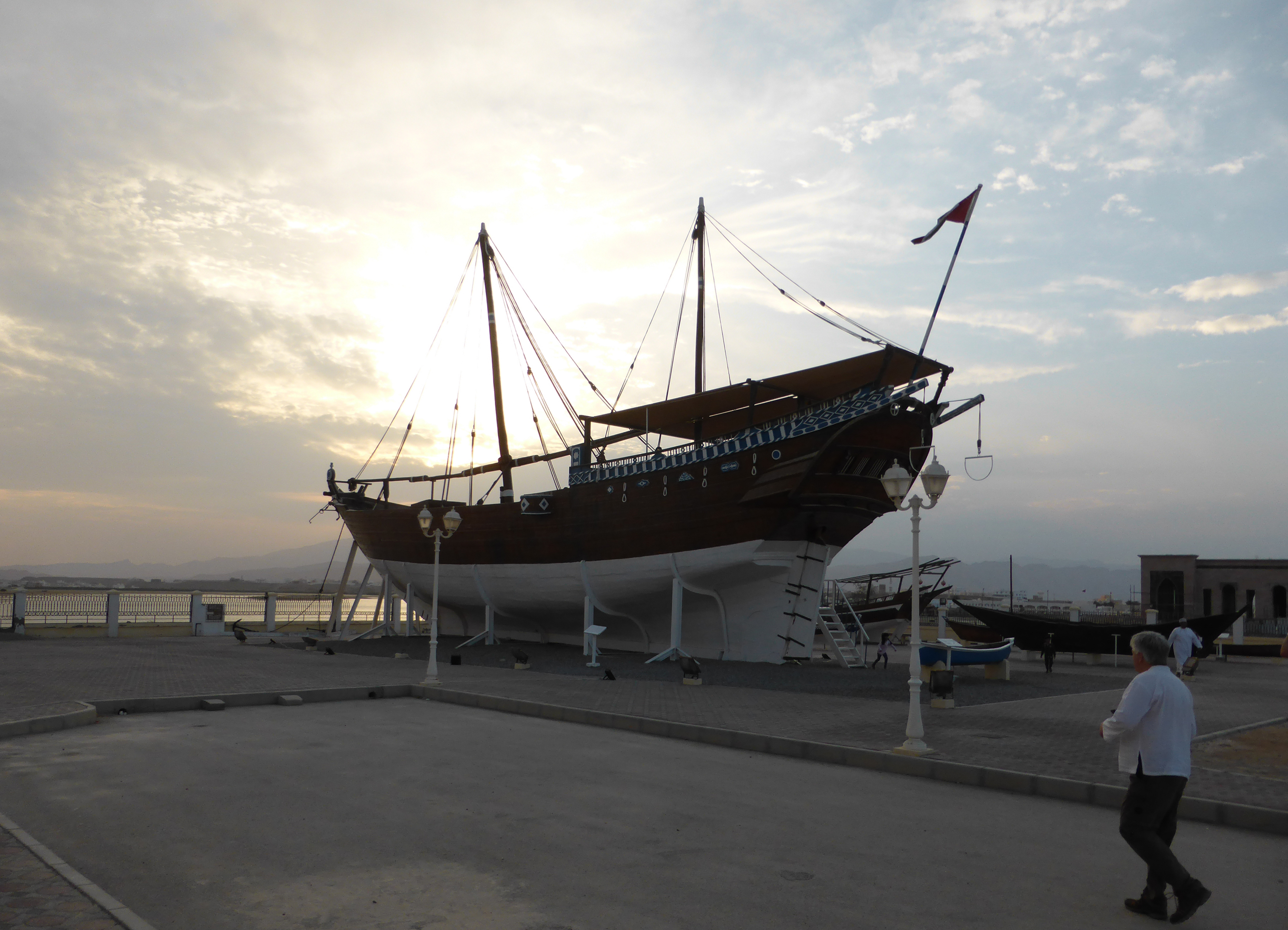

فاتح الخير هي سفينة شراعية من نوع "بوم" تزن 226 طنًا، وقد تم الحفاظ عليها وتحويلها إلى معلم متحفي ضمن مرافق المركز العلمي في الكويت. بُنيت عام 1938 في الكويت على يد علي عبد الرسول لصالح التاجر محمد وثنيان الغنيم، وتُعد السفينة الشراعية الكويتية الوحيدة الباقية من حقبة ما قبل اكتشاف النفط.
ورغم أن اسم "فاتح الخير" يُطلق أيضًا على سفينة متحفية في سلطنة عُمان، فإن الأخيرة تنتمي إلى نوع "الغانجة"، في حين أن السفينة الكويتية تنتمي إلى نوع "البوم". تجدر الإشارة إلى أن الصورة المرافقة للمقال تُظهر السفينة العُمانية من نوع الغانجة.
بعد أن استخدمت السفينة الكويتية في رحلات تجارية طويلة إلى سواحل أفريقيا، بيعت في عام 1952 إلى قبطان إيراني استعملها لأغراض النقل داخل الخليج الفارسي. وفي عام 1994، اكتشف المؤرخ البحري الكويتي يعقوب الحجي مكانها، وتولّى تنظيم عملية شرائها وإعادة ترميمها.
في ذلك الوقت، كان يُعتقد أن آخر سفينة بوم كويتية قد دُمّرت خلال حرب الخليج. وبعد عامين من العمل والترميم، أُعيد الكشف عن السفينة "فاتح الخير"، وأُدرجت ضمن معروضات المتحف في الكويت.

## انظرأيضا
- الهاشمي الثاني

## ملحوظات
1. ↑  "Dhow Harbor". Kuwait Scientific Center. مؤرشف من الأصل في 2024-10-08. اطلع عليه بتاريخ 2021-02-27.
2. ↑  Bishara، Fahad Ahmad (أغسطس 2020). "The Many Voyages of Fateh Al-Khayr : Unfurling the Gulf in the Age of Oceanic History". International Journal of Middle East Studies. ج. 52 ع. 3: 397–412. DOI:10.1017/S0020743820000367. S2CID:225468498.
3. ↑  Bishara، Fahad Ahmad. "The Fateh Al-Khayr". www.historians.org. مؤرشف من الأصل في 2022-10-02. اطلع عليه بتاريخ 2021-02-27.